# Puits de Sangatte
- A. 1878
- B. 1973
- C. 1987

Les puits de Sangatte sont quatre ouvrages d'art réalisés pour les projets successifs de tunnel sous la Manche. Il s'agit de puits forés côté français à Sangatte, à la pointe du pas de Calais.

## Projet des années1870–1880
Le premier projet dans la chronologie du tunnel sous la Manche a été initié entre 1875 et 1883.

### Puits de1876
Le 21 octobre 1876, un premier puits de 129 mètres de profondeur est creusé à Sangatte pour reconnaître la nature du sous-sol. Il s'inscrit dans la continuité d'une campagne de sondages menés en 1875 et 1876 dans le détroit du pas de Calais par un ingénieur hydrographe, Eugène Larousse, et deux géologues, ingénieurs des mines, Alfred Potier et Albert de Lapparent,. Le puits est établi à 450 mètres de la côte, et à 680 mètres à l'Est du clocher de l'église Saint-Martin (nl).

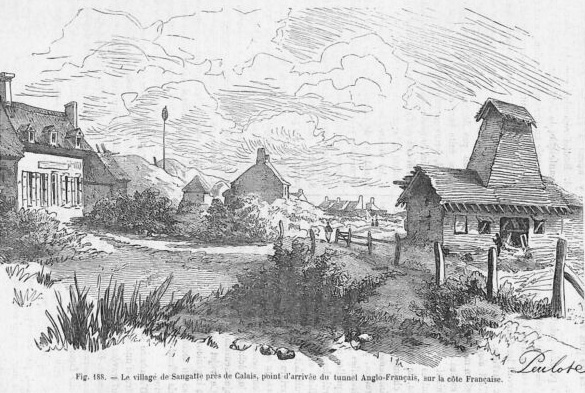
Gravure du puits de 1876.

### Puits de1878
50° 56′ 15″ N, 1° 43′ 46″ E
À partir de 1878, un deuxième puits est foré sous la direction de l'ingénieur Ludovic Breton à 88,7 mètres de profondeur et 2,7 mètres de diamètre au nord du cap Blanc-Nez, sur le territoire de Sangatte, et 1 839 mètres de galerie horizontale sont percés sous la mer (la descenderie),,. Les travaux sont arrêtés en 1883. Les installations sont démolies au XXe siècle et le puits est laissé ouvert mais entouré d'un mur. Il est finalement comblé et obturé d'une dalle en béton vers le début du XXIe siècle ; cette dalle est toujours visible ainsi que des restes de murs des anciens bâtiments.

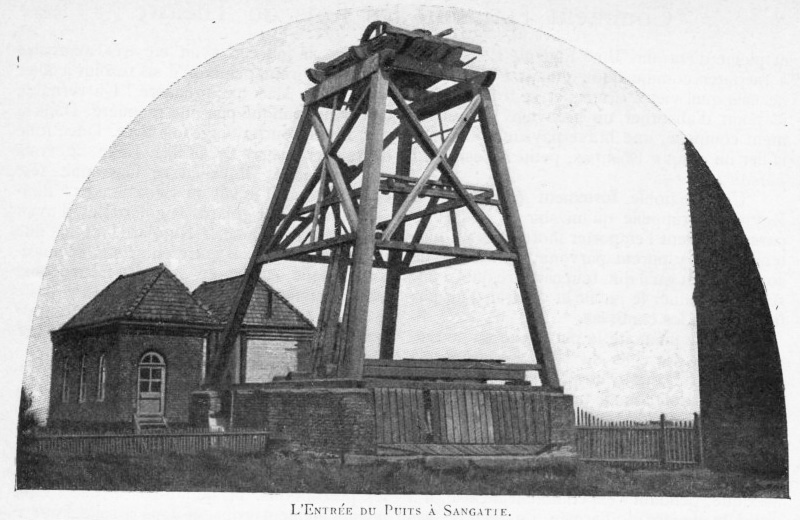
Le chevalement en construction.
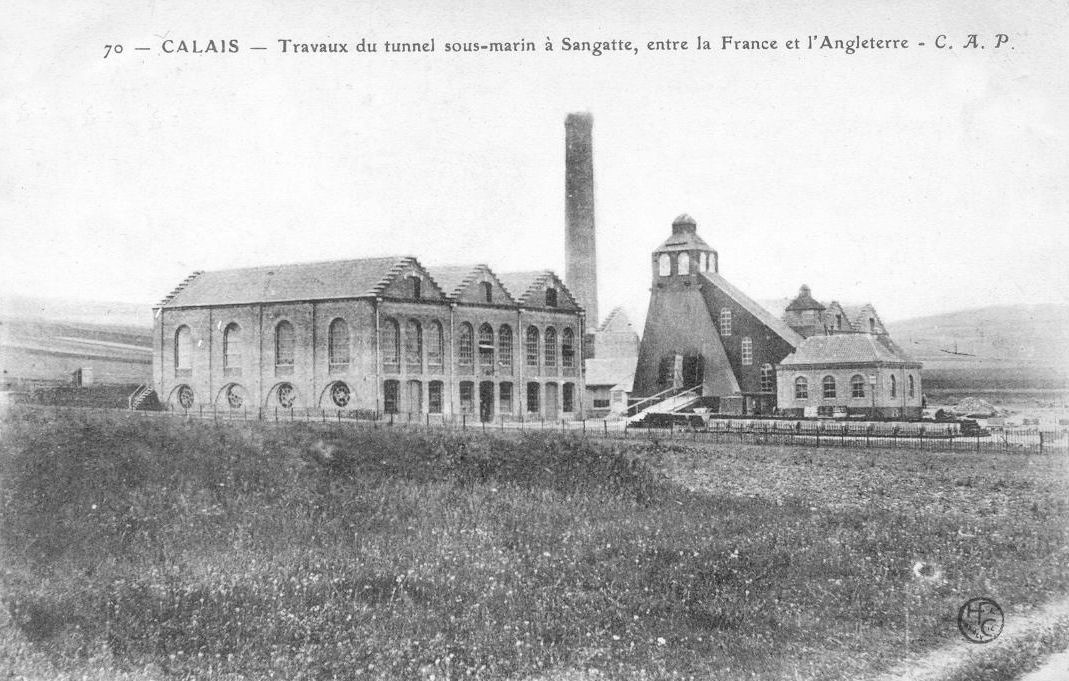
Les installations de surface dont le chevalement en bois.
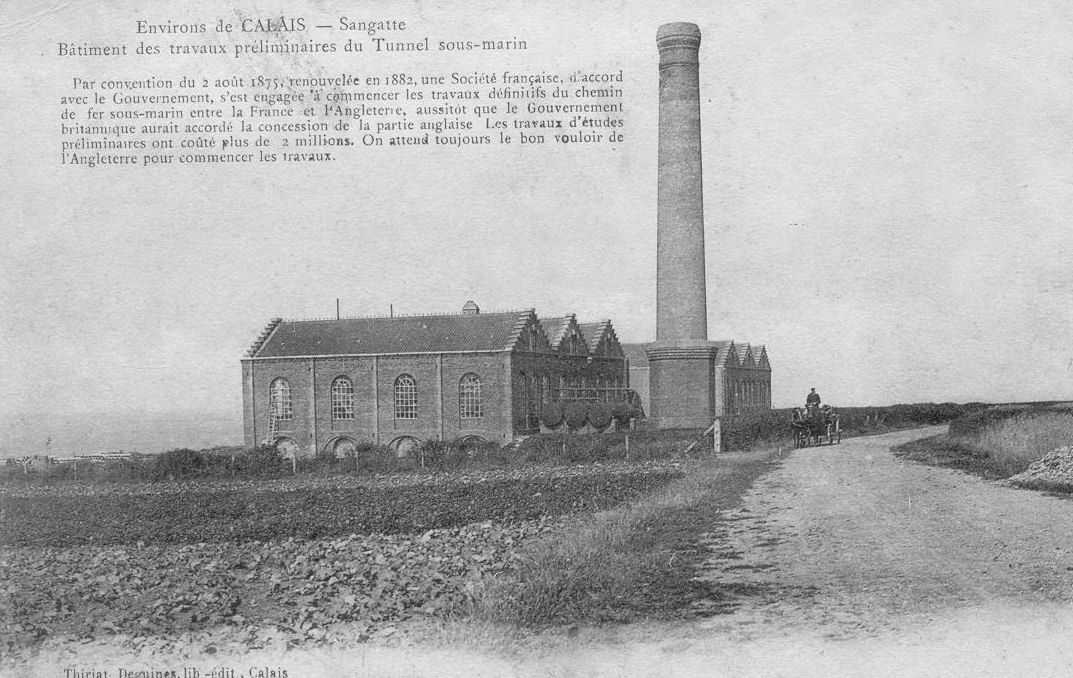
Autres vue des mêmes bâtiment montrant la haute cheminée.

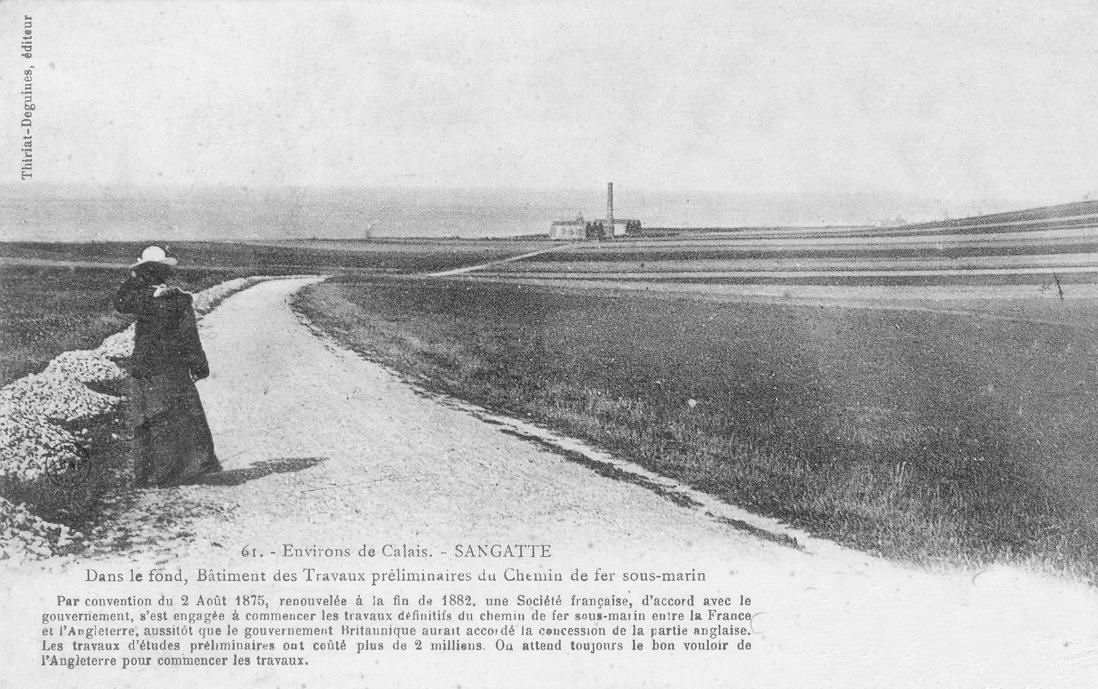
Le site au milieu des champs.
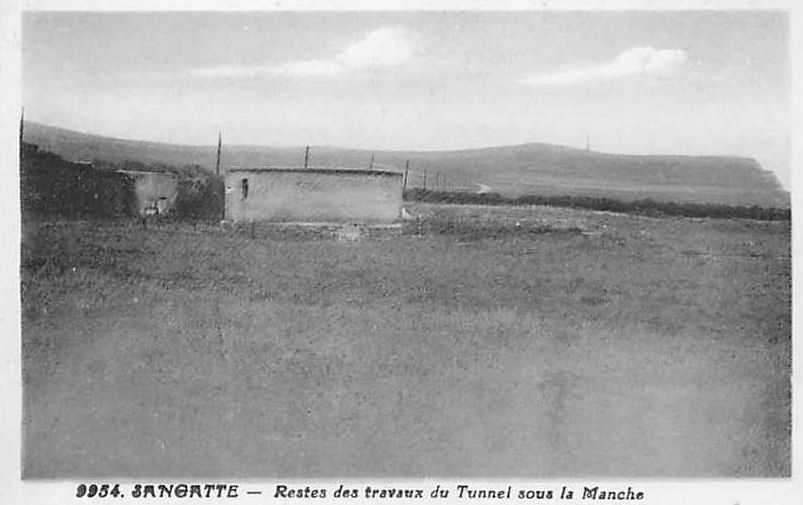
Vestige du puits entouré d'un mur après la démolition des bâtiments.

## Puits de 1973
50° 56′ 33″ N, 1° 44′ 44″ E
Le Groupement d'études pour le Tunnel sous la Manche (GETM) est créé le 26 juillet 1957.
Un appel d'offres est lancé en 1967 et le 22 mars 1971 le Groupe du Tunnel sous la Manche, composé de la Société française du Tunnel sous la Manche et de The British Channel Tunnel Company, est désigné maître d'œuvre.
Le projet retenu est celui de deux tunnels ferroviaires entourant une galerie de service.
Les travaux débutent en 1973 et sont prévus pour durer 10 ans. Une rampe d'environ 150 mètres de long est créée, la descenderie, et 400 mètres de galerie sont creusés à 37 mètres sous terre. Mais le Royaume-Uni traverse une grave crise économique et le gouvernement britannique abandonne le projet le 20 janvier 1975.
En juillet 1975, le chantier est ouvert au public pour une dernière visite. 4 000 personnes le visitent le samedi et 10 000 le dimanche.
La galerie est ensuite noyée à titre de conservation, et l'accès interdit.
Le tunnelier acheté aux États-Unis pour 2 milliards de francs (environ 305 millions d'euros), arrivé en pièces détachées et monté à Sangatte, n'aura jamais servi.
Lors de l'étude du projet Eurotunnel, il sera envisagé de redémarrer le tunnel à partir de cet endroit, mais l'idée sera abandonnée rapidement.
La descenderie est toujours visible (mais non accessible), à quelques dizaines de mètres du puits de Sangatte construit en 1987.

Descenderie du tunnel de 1973
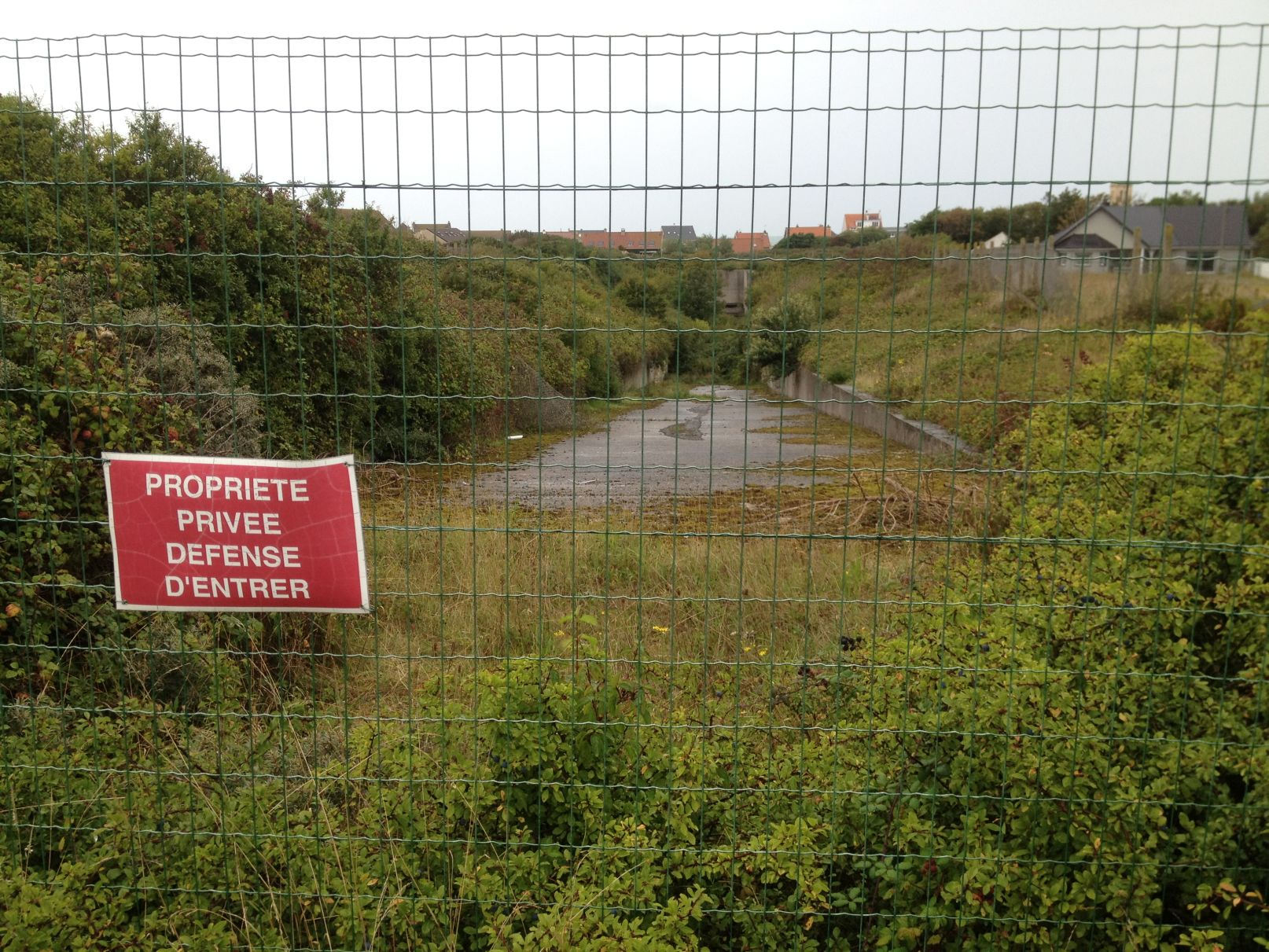
Accès.
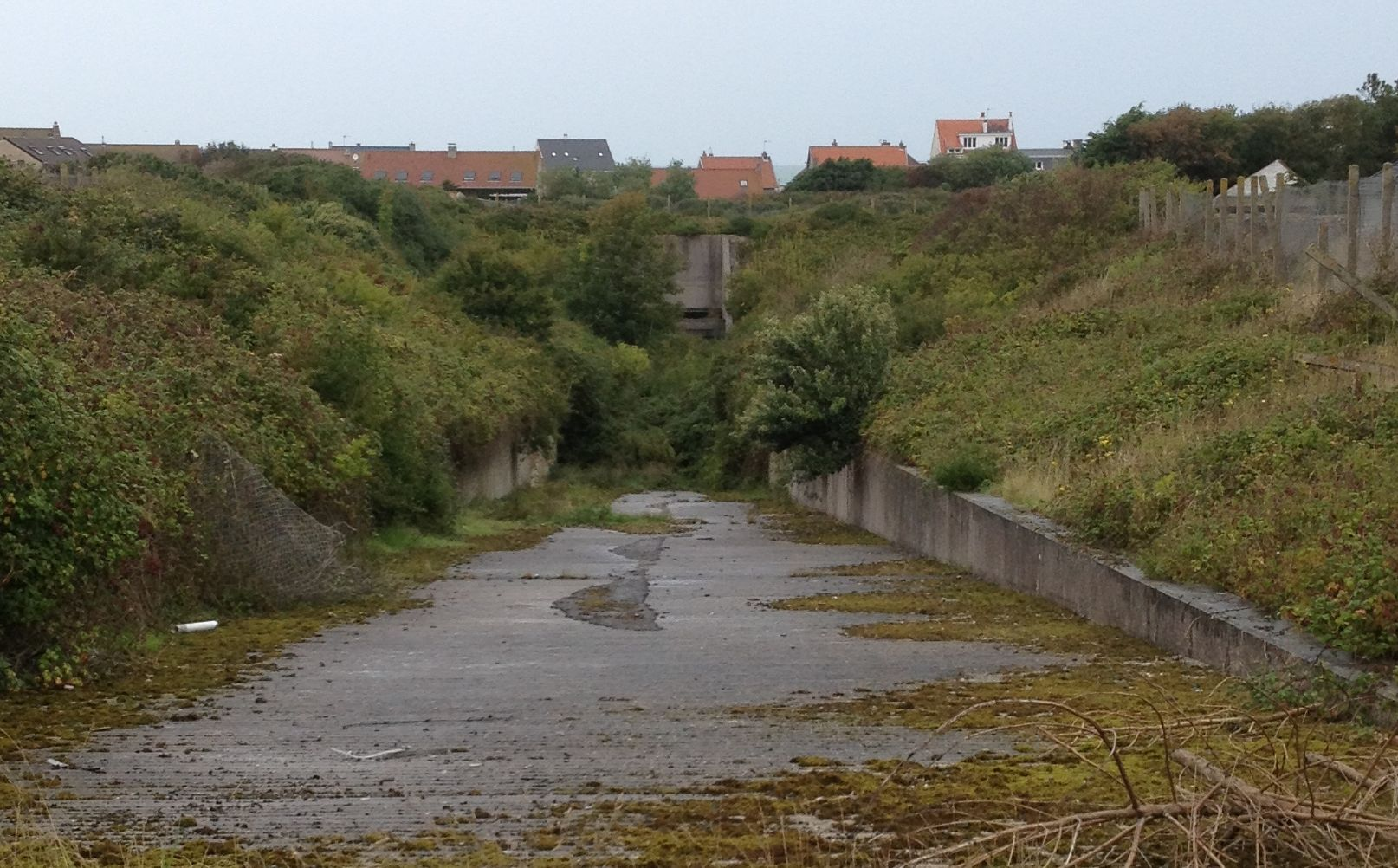
Détail.

## Puits de1987
50° 56′ 24″ N, 1° 44′ 36″ E
Le projet Eurotunnel, le troisième projet de tunnel sous la Manche, démarre ses travaux en 1986. À cette occasion, un nouveau puits de Sangatte est réalisé en 1987.
Il s'agit de l'un des deux puits d'accès creusés de chaque côté du tunnel (son équivalent côté anglais étant à Shakespeare Cliff), à la jonction entre les parties souterraine et sous-marine. C'est à partir de ces puits qu'a commencé la construction du tunnel, servant de points d'entrée pour le matériel (tunneliers et voussoirs) et les hommes, et d'évacuation pour les déblais.
Le puits de Sangatte est profond de 65 mètres et a un diamètre intérieur de 57 mètres. Un moyen courant de donner un ordre de grandeur de ses dimensions est de le présenter comme suffisamment grand pour accueillir l'Arc de Triomphe de Paris,,,, (h 55 × 45 × 22 mètres).
Le puits est essentiellement creusé dans une couche de craie grise et bleue du Cénomanien, surmontée de formations sablo-limoneuses du Quaternaire.